# NGC 5788
NGC 5788 (również PGC 53189) – galaktyka spiralna z poprzeczką (SBbr), znajdująca się w gwiazdozbiorze Wolarza. Odkrył ją Lewis A. Swift 21 kwietnia 1887 roku.